# ニール・パート
ニール・エルウッド・パート O.C.（Neil Ellwood Peart, Officer of the Order of Canada ; 1952年9月12日 - 2020年1月7日）は、カナダ出身のミュージシャン、作詞家。ハードロック/プログレッシブ・ロックバンド「ラッシュ」のドラマーとして知られる。日本語表記では「パート」とされることが多いが、実際の発音は[pɪərt]で、日本語のカタカナにすると「ピアート」に近い。
1983年、『モダン・ドラマー』誌の読者人気投票で殿堂入りを果たすほか、『ローリング・ストーン』誌の「読者が選ぶ史上最高のドラマー」で第2位、『リズム・マガジン』誌による「史上最高のドラマー50人」で第4位、Gigwiseによる「史上最高のドラマー」で第4位に選ばれるなど、数々の賞を受賞している 。1996年には、バンド・メンバーのアレックス・ライフソン、ゲディー・リーとともに、カナダ勲章を受勲している（Officer of the Order of Canada）。

## 音楽的影響
水平方向360度にセットされた多点ドラムセットと、手数が多く力強いドラミング、緻密に組み立てたドラム・ソロが最大の特徴であり、アマチュアのみならず世界中の数多くのプロ・ドラマーにも多大な影響を与えている。ライブにおけるドラム・ソロは一般受けするものではなく、観客のトイレ休憩の時間になりがちだが、ラッシュのライブにおけるドラム・ソロは大きな見せ場の一つになっている。セットにはアコースティックドラムのほか、MIDIパーカッションなどを組み込んでおり、ロックはもちろん、ジャズ、ドラム・コー、アフリカ音楽、ラテンなどの多様なスタイルを取り入れている。
『メタルハマー』誌による1988年のインタビューでは、ザ・フーの影響を受けて作曲とドラム演奏を始めたと語っている。ドラマーとしては、ザ・フーのキース・ムーンのほか、レッド・ツェッペリンのジョン・ボーナム、キング・クリムゾンの初代ドラマーであるマイケル・ジャイルズ、クリームのジンジャー・ベイカー、ジェネシスのフィル・コリンズ、ザ・ポリスのスチュワート・コープランド、イエスやキング・クリムゾンに参加したビル・ブルーフォード、サンタナのマイケル・シュリーヴ、ジミ・ヘンドリックス・エクスペリエンスのミッチ・ミッチェルなどの影響を受けている。さらに、スティーヴ・ガッド、ビリー・コブハム、ジーン・クルーパなどのジャズ、フュージョン界のドラマーからも影響を受けている。
加えて、バディ・リッチから多大な影響を受けており、1991年4月8日にニューヨークで開催された「バディ・リッチ・メモリアル・スカラシップ・コンサート」にマーヴィン・"スミッティ"・スミス、スティーヴ・スミス、オマー・ハキム、ウィル・カルホーンとともに参加し、ビッグバンドをバックに3曲を演奏した。曲目はカウント・ベイシー作曲のジャズ・スタンダード「One O'Clock Jump」、ビング・クロスビーの録音で有名な「Mexicali Rose」、デューク・エリントン作曲のジャズ・スタンダード「Cotton Tail」。このときは、いつもの巨大なセットとは打って変わって、ベース・ドラム、タム、フロアタムの3点セットにハイハット・シンバル、ライド・シンバル、チャイナ・シンバル、スプラッシュ・シンバル1枚ずつに、クラッシュ・シンバル3枚というシンプルなセットで演奏した。1994年には自らがプロデューサーを務め、サイモン・フィリップスやデイヴ・ウェックル、スティーヴ・ガッド、マット・ソーラムなどジャズ・フュージョンからロック・R&Bなど様々なジャンルのトップ・ドラマーを招きバディ・リッチ・ビッグバンドとの共演を録音したトリビュート・アルバム『バーニング・フォー・バディ』をレコーディングした。2008年に開催した「バディ・リッチ・メモリアル・コンサート」にも出演、この時はジャズ・スタンダード・ナンバーに加えてラッシュでの自作曲「YYZ」（アルバム『ムーヴィング・ピクチャーズ』収録）をビッグバンド・アレンジで披露した。後にDVD化された際には自らプロデューサーを務めた。

## 使用機材

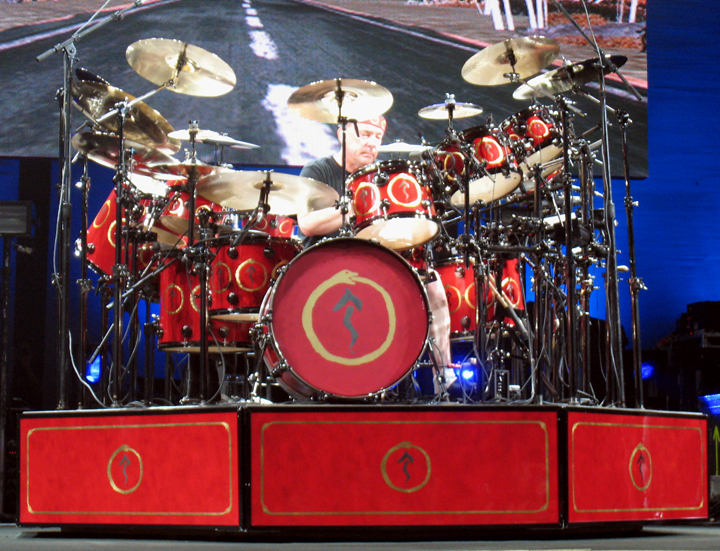
ニール・パートの回転式ドラム

ラッシュ加入から1970年代末までスリンガーランドのダブル・ベース・ドラムと多点タムのドラムセットと、ジルジャン製「Aジルジャン」シリーズのシンバル、中国製「武漢」のチャイナ・シンバルを使用していた。時期によってこのセットにグロッケンシュピールやチューブラーベル、ティンバレスなどを加え、音色の幅を広げていた。当初、2台のベース・ドラムの口径は22インチだったが、1977年発売のアルバム『フェアウェル・トゥ・キングス』のレコーディングから24インチとなっている。
1980年発売のアルバム『パーマネント・ウェイヴス』のレコーディングから、ドラムセットをTAMAのものに換え、1987年発売のアルバム『ホールド・ユア・ファイア』のレコーディングから、ラディック製に換えている。この間にグロッケンシュピールに代えて米KAT Percussion社の電子式グロッケンシュピールを導入するなどの変化はあったが、ダブル・ベース・ドラムに多点タムなどを配置した巨大なセットであることは変わらなかった。
スネアドラムは、ロジャース・ドラムのブラス・シェルの製品を使用していたが、1976年発売のアルバム『2112』のレコーディングから、中古で手に入れたスリンガーランドの「Artist Model」というスネアドラム（5.5"×14"、メイプル3プライ、8テンション）を使い始める。このスネアは後に本人が「Old Faithful」あるいは「Number One」と呼ぶほど信頼を寄せるようになり、DW社の製品を使い始めるまでは最も出番が多いスネアドラムだった。
1996年発売のアルバム『テスト・フォー・エコー』のレコーディングからDW社とエンドースメント契約を結ぶ。これを機に、24インチのダブル・ベース・ドラムから、22インチのベース・ドラム1台とDW社製「5000シリーズ（後に9000シリーズ）」のダブル・ペダル（ツイン・ペダル）に変更。本人は「部分的しか使わない左足のバスドラムという大きなエアチェンバーがなくなったので、音をタイトにすることができた」と語っている。DW社と契約後は、メイプル胴の上下を厚いブラスで挟んだスネアドラム“Edge”や、当時DWブランドで販売していた“Craviotto”のメイプル単板スネアドラムを使用した。
さらに2007年発売のアルバム『スネイクス・アンド・アローズ』のレコーディングから、口径23インチのベース・ドラムを使い始めている。加えてシェル（胴）に、木目が縦方向（ドラムの打面から裏面に向かう方向）に走っている板を多く使用している「VLT（Vertical Low Timbre：ヴァーティカル・ロー・ティンバー）」仕様のスネアドラムの使用も始めている。
一般的な木胴のドラムのシェルは、複数枚の薄い木板に接着剤を塗り、重ねながら円形の型にはめて内側と外側から圧力をかけて成型する。この結果、ドラムシェルは合板のような構造を形成する。多くのメーカーは、木目が横方向に走っている板を多めに使ってシェルを成型するが、木目が横方向に走っている板は指先に載せるとほぼ曲がることなくそのままの形を維持する。この板を多めに使用すると、成型後のシェルには平面に戻ろうとする力が常にかかることになる。つまり、ドラムシェルに外側に開こうとする力が残る（鋸でドラムのシェルの任意の部分を縦方向に切断すると、シェルが円形を維持できず、外側に開くように変形する）。その結果、ドラムとして組み立てると比較的高い音を奏でるものができる。
一方で、VLT仕様のドラムは、先述の通り木目が縦方向に走っている板を多く使用する。木目が縦方向の板は指先に載せると形を維持できず、指に乗っている部分の両側がほぼ真下に垂れ下がる。この板を多めに使用して合板を作りドラムシェルに成型すると、シェルが外側に開こうとする力が弱くなり、ドラムとして組み立てると、低めの音を発するものになる。DW社は、VLT仕様のドラムはヘッドを強めに張っても、低域の倍音と強めのアタックが得られるとしている。
2004年発売のカバー・アルバム『フィードバック』のレコーディングと、それに続くバンド結成30周年ツアーからは、シンバルを一新。セイビアンとエンドースメント契約を締結し、自身のシグネチャーモデル“Paragon”を共同で開発した。Paragonはセイビアンの既存の製品ラインで使用している技術を使い分け、複雑な性格でありながら大会場のライヴでも観客に届く力強い音色を持つシンバルに仕上がっている。2010年から始まったTime Machine Tourでは、天面に「Steampunk」という意匠のペイントを施したParagonシンバルを使用。DWのドラムセットもツアーの名称である「タイム・マシーン」をイメージしたペイントとなっていた。
スティックはキャリアを通して米プロ・マーク社を使用し、ヒッコリー材の品番747を使用しており、スティックのチップ部分を持ち、グリップ（スティックを逆さまに持って）で打面を叩いていた、その後PW747W（オーク材）をグリップ部分を握り（通常スタイル）で使うようになった。マッチド・グリップで演奏することが多いが、ドラムソロの小さな音量で叩く部分などではトラディショナル・グリップに持ち替えることもある。前述の「バディ・リッチ・メモリアル・スカラシップ・コンサート」などでジャズを演奏する際は、ほぼトラディショナル・グリップで演奏している。
スリンガーランドを使用している時代から非常に点数が多い、巨大なドラムセットを使用していたが、2002年発売のアルバム『ヴェイパー・トレイルズ』のツアーからは、ローランドの電子ドラム「V-Drums」を背面に配置した「360°セット」が登場する。このセットは前面と両側面にDW社のドラムとセイビアンのシンバルなどを、背面にV-Drumsをセットしたもの。セットは「ドラムライザー」と呼ぶ一段高い台にセットしてあり、シンバルやタムなどのスタンドはこのドラムライザーに突き刺すように配置している。そのため、通常のスタンドが持つ「脚」の部分がなく、ドラムライザーからまっすぐ突き出しているように見える。このドラムライザーは水平方向に回転する作りになっており、ライヴ映像では、V-Drumsを中心とした演奏に入るとドラムスローン（椅子）もまとめてセットが回転し、立ち上がって前に向き直って演奏を再開する姿を見ることができる。

## 作詞
ラッシュの楽曲のほとんど全ての作詞を手がけている。文学的な言葉の流れを用いて社会風刺や近未来への警告、都市・自然の風景描写や人間の内的葛藤・心理描写、その他あらゆる事象を題材に独持の詩世界を築いている。海外では、彼の詞が研究され書物も刊行されている。その一方で、歌詞の内容が難解であるという批判を受けることも多い。
彼が作詞を手掛けるきっかけとなったのは、ラッシュに加入後ライブやリハーサル、レコーディング等の合間の空いた時間の大半を読書のために割いていたことから、アレックス・ライフソンとゲディ・リーの二人から「作詩をしてみてはどうだろう」と勧められたのがきっかけだったことを生前明かしている。
　

## 私生活
愛娘を交通事故で、さらに妻を癌で相次いで失うという悲劇に見舞われ、一時は精神的なダメージから表舞台から姿を消してしまい、バンドの存続自体が危機に瀕してしまう事態に見舞われるが、セラピストのカウンセリングを受けるなどして復帰、その後に新たな伴侶も得て活動した。また、BMWのバイクでの一人旅によく出かけていた。
腱鞘炎悪化のため2015年頃から一線を退いており、2018年にラッシュの同僚ゲディ・リーが、ニールは完全に引退してしまったことを伝えている。
2020年1月7日、カリフォルニア州サンタモニカで死去。67歳だった。死因は悪性脳腫瘍の一種である膠芽腫（こうがしゅ：glioblastoma）。発表によると、3年半に渡る闘病の甲斐なく亡くなったという。膠芽腫は悪性脳腫瘍の中でも最も悪質なものであり、東京大学医科学研究所附属病院脳腫瘍外科によると、発症からの生存期間中央値は1年程度であり、2年生存率は30％以下、5年生存率は8％以下だという。

## 映像作品

### 教則DVD
- A Work in Progress（1996年）[15]
- Anatomy of a Drum Solo（2005年）[15]

### ライブ・パフォーマンス
- Taking Center Stage: Lifetime of Live Performances（2011年）[15]

## 著作
6冊の著作がある。
- The Masked Rider: Cycling in West Africa (1996年)
- Ghost Rider: Travels on the Healing Road (2002年)
- Traveling Music: The Soundtrack to My Life and Times (2004年)
- Roadshow: Landscape With Drums, A Concert Tour by Motorcycle (2006年)
- Far and Away: A Prize Every Time (2011年)
- Far and Near: On Days Like These (2014年)